# Picot ala-roig
El picot ala-roig (Piculus simplex) és una espècie d'ocell de la família dels pícids (Picidae) que habita la selva humida, clars, bosc obert i vegetació secundària de les terres baixes al vessant del Carib, d'Hondures, Nicaragua, Costa Rica i oest de Panamà.